# Margarita Zorbala
Margarita Zorbala (n. 1 iunie 1957, Toshkent, Republica Sovietică Socialistă Uzbecă, URSS) este o cântăreață greacă.